# Wonei
Wonei (parfois Onei) est une île du district de Faichuk, État de Chuuk, dans les États fédérés de Micronésie. Elle compte 1 073 habitants en 2008.